# Chrám svatého Kosmy a Damiána (Cigeľka)
Chrám svatého Kosmy a Damiána je řeckokatolický chrám v rusínské obci Cigeľka v okrese Bardejov, který se nachází na západní straně hlavní silnice přes Cigeľku, přibližně ve středu obce u kulturního střediska. Obklopuje ho hřbitov.

## Historie
Chrám byl postaven v roce 1816 na místě starší dřevěné stavby. Při výstavbě byly nejprve vybudovány obvodové zdi kolem dřevěného chrámu, pak byla položena střecha a až potom věřící rozebrali dřevěný chrám, ve kterém se během výstavby nerušeně konaly bohoslužby. Chrám byl vysvěcen 17. listopadu 1816 děkanem Janem Zavadským.
V chrámu sloužil svou primiční mši liturgii pozdější prešovský biskup Pavel Peter Gojdič. Až do roku 2004 šlo o farní chrám, i když v některých obdobích nebyl ustaven farář a duchovní správu dělal administrátor excurrendo (například v roce 2000 z Kurova).
Od roku 2004 jde o filiální chrám spadající nejprve pod farnost v Kurově a od roku 2008 pod farnost v Petrové.

## Duchovní správci farnosti
- Ján Dudrovič (1781 až 1805)
- Peter Rojkovič (1807 až prosinec 1812)
- Gervar Smoligovič (leden 1813 až leden 1829, jak farář od června 1829)
- Ondrej Kovalický (únor 1829 až březen 1842)
- Michal Smoligovič (červen 1842 až srpen 1873, jak farář od dubna 1843)
- Ján Čorňák (květen 1874 až září 1874, administrátor)
- Peter Karafanda (říjen 1874 až listopad 1887)
- Anton Kerekeš (leden 1888 až 1890, nejprve jako administrátor)
- Štefan Gojdič (srpen 1890 až 1929, nejprve jako administrátor), otec biskupa-mučedníka Pavla Gojdiče
- Július Vislocký (1929 až 1947)
- Teodor Sedlák (1947 až 1950)
- Michal Čižmár (1968 až 1986)
- Michal Drahňovský (1968 až 1986, administrátor)

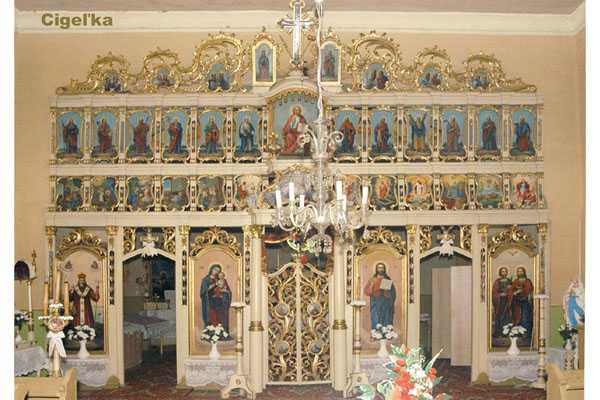
Ikonostas chrámu svatého Kosmy a Damiána v Cigeľce
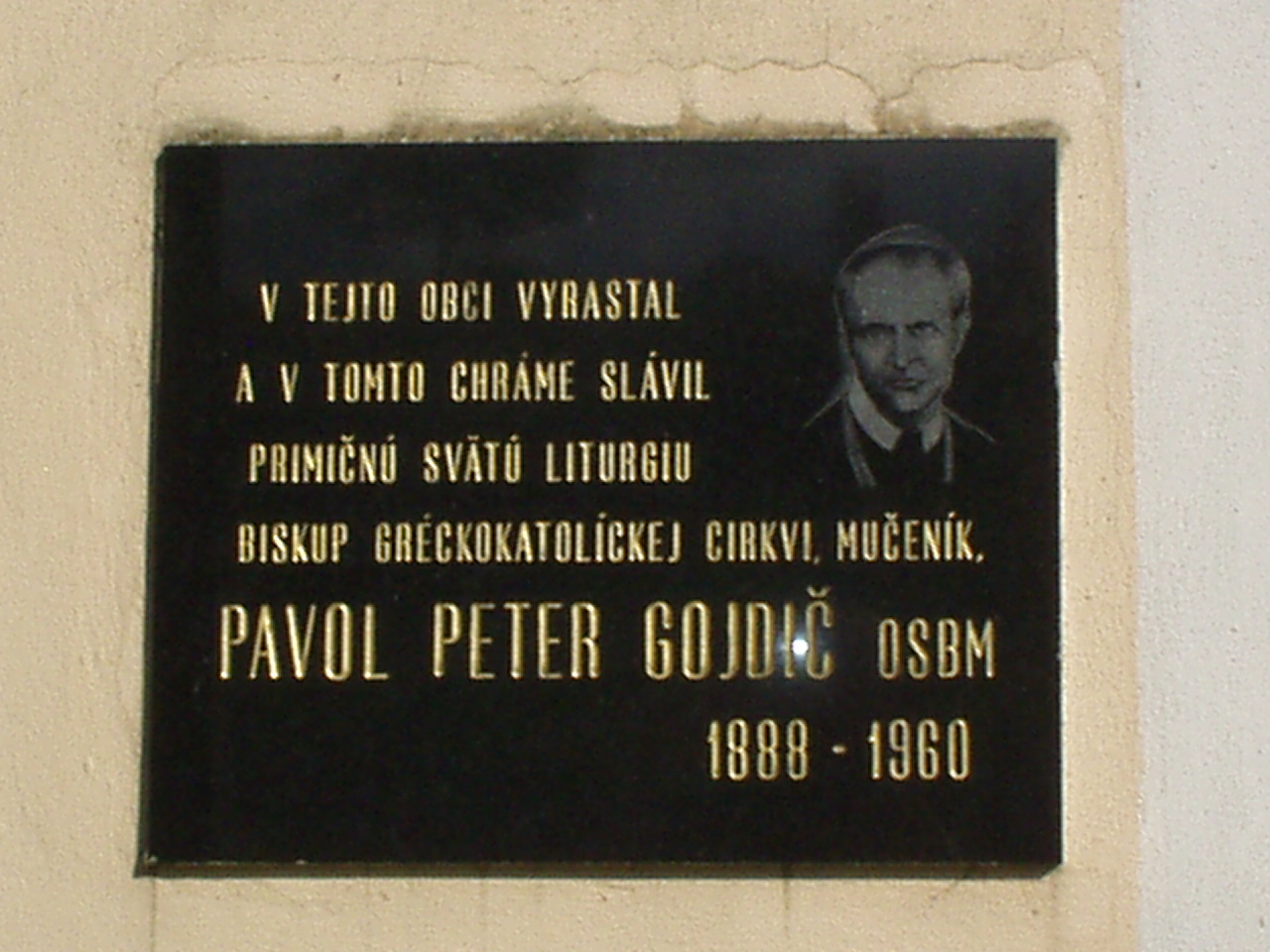
Pamětní deska na zdi chrámu